# Fontaine-lès-Dijon
Fontaine-lès-Dijon és un municipi francès, situat al departament de la Costa d'Or i a la regió de Borgonya - Franc Comtat. L'any 2007 tenia 8.957 habitants.

## Demografia

### Població
El 2007 la població de fet de Fontaine-lès-Dijon era de 8.957 persones. Hi havia 4.029 famílies, de les quals 1.382 eren unipersonals (452 homes vivint sols i 930 dones vivint soles), 1.339 parelles sense fills, 1.059 parelles amb fills i 249 famílies monoparentals amb fills.
La població ha evolucionat segons el següent gràfic:
Habitants censats

### Habitatges
El 2007 hi havia 4.311 habitatges, 4.108 eren l'habitatge principal de la família, 47 eren segones residències i 156 estaven desocupats. 2.149 eren cases i 2.135 eren apartaments. Dels 4.108 habitatges principals, 2.944 estaven ocupats pels seus propietaris, 1.089 estaven llogats i ocupats pels llogaters i 76 estaven cedits a títol gratuït; 209 tenien una cambra, 546 en tenien dues, 653 en tenien tres, 926 en tenien quatre i 1.774 en tenien cinc o més. 3.198 habitatges disposaven pel capbaix d'una plaça de pàrquing. A 2.084 habitatges hi havia un automòbil i a 1.549 n'hi havia dos o més.

### Piràmide de població
La piràmide de població per edats i sexe el 2009 era:
| Homes | Edats   | Dones |
| ----- | ------- | ----- |
| 4     | 95 o +  | 16    |
| 36    | 90 a 94 | 44    |
| 36    | 85 a 89 | 76    |
| 64    | 80 a 84 | 112   |
| 184   | 75 a 79 | 248   |
| 216   | 70 a 74 | 264   |
| 220   | 65 a 69 | 244   |
| 216   | 60 a 64 | 300   |
| 180   | 55 a 59 | 204   |
| 448   | 50 a 54 | 400   |
| 324   | 45 a 49 | 428   |
| 324   | 40 a 44 | 392   |
| 232   | 35 a 39 | 252   |
| 228   | 30 a 34 | 220   |
| 244   | 25 a 29 | 192   |
| 304   | 20 a 24 | 324   |
| 276   | 15 a 19 | 260   |
| 264   | 10 a 14 | 300   |
| 272   | 5 a 9   | 232   |
| 168   | 0 a 4   | 144   |

## Economia
El 2007 la població en edat de treballar era de 5.585 persones, 4.054 eren actives i 1.531 eren inactives. De les 4.054 persones actives 3.772 estaven ocupades (1.860 homes i 1.912 dones) i 283 estaven aturades (131 homes i 152 dones). De les 1.531 persones inactives 501 estaven jubilades, 737 estaven estudiant i 293 estaven classificades com a «altres inactius».

### Ingressos
El 2009 a Fontaine-lès-Dijon hi havia 3.966 unitats fiscals que integraven 9.024,5 persones, la mediana anual d'ingressos fiscals per persona era de 25.793 €.

### Activitats econòmiques
Dels 409 establiments que hi havia el 2007, 1 era d'una empresa extractiva, 5 d'empreses alimentàries, 5 d'empreses de fabricació de material elèctric, 24 d'empreses de fabricació d'altres productes industrials, 53 d'empreses de construcció, 75 d'empreses de comerç i reparació d'automòbils, 8 d'empreses de transport, 9 d'empreses d'hostatgeria i restauració, 10 d'empreses d'informació i comunicació, 31 d'empreses financeres, 29 d'empreses immobiliàries, 57 d'empreses de serveis, 77 d'entitats de l'administració pública i 25 d'empreses classificades com a «altres activitats de serveis».
Dels 92 establiments de servei als particulars que hi havia el 2009, 1 era una gendarmeria, 1 oficina de correu, 5 oficines bancàries, 12 tallers de reparació d'automòbils i de material agrícola, 2 tallers d'inspecció tècnica de vehicles, 1 autoescola, 9 paletes, 5 guixaires pintors, 5 fusteries, 13 lampisteries, 6 electricistes, 1 empresa de construcció, 10 perruqueries, 3 veterinaris, 5 restaurants, 8 agències immobiliàries, 2 tintoreries i 3 salons de bellesa.
Dels 21 establiments comercials que hi havia el 2009, 2 eren hipermercats, 2 supermercats, 1 una botiga de més de 120 m², 4 fleques, 2 carnisseries, 1 una carnisseria, 2 llibreries, 1 una botiga de roba, 2 botigues de material esportiu, 1 una botiga de material de revestiment de parets i terra, 1 una perfumeria i 2 floristeries.

## Equipaments sanitaris i escolars
El 2009 hi havia 1 hospital de tractaments de curta durada, 1 hospital de tractaments de mitja durada (seguiment i rehabilitació, 2 psiquiàtrics, 5 farmàcies i 1 ambulància.
El 2009 hi havia 3 escoles maternals i 3 escoles elementals.

## Poblacions més properes
El següent diagrama mostra les poblacions més properes.